# حموله بن علی بروجردی
حَموله بن علی بروجردی (نیز: حموله یا حمویه) یکی از وزیران حکومت آل ابی دُلَف و حکمران بروجرد در سدهٔ سوم هجری بوده است. وی در سال ۲۴۴ قمری درگذشته است. آل ابی دلف عربی‌زبان بودند و در غرب و مرکز ایران پراکنده شده بودند و وابستگان محلی خلفای عباسی به حساب می‌آمدند. مقر اینان کرج ابودلف در ناحیه‌ای بین اراک، بروجرد و شازند امروزی بوده است.
حموله مردی ادیب و در اصل بروجردی بود که از سوی ابودلف حاکم عباسی منطقه به حکومت بروجرد که در این زمان بخشی از ماه نهاوند (ماه بصره) بود گمارده شد. ماه نهاوند دارای دو قصبه (شهر) نهاوند و بروجرد بوده است. حموله ابودلف را به بروجرد برد و آتشکدهٔ این شهر را برای تبدیل شدن به مسجد به وی نشان داد و ابودلف گفت: «هذا مسجد العتیق». به این ترتیب از تخریب آتشکده صرف نظر شد و آن محل تبدیل به مسجد جامع شد و منبری در آن بنا شد (مرکزیت یافت). به این ترتیب بروجرد که پس از حملهٔ عرب‌ها و شکست ایرانیان در جنگ نهاوند ویران و کم‌رونق شده بود دگربار به شهری پررونق تبدیل شد.